# Hublersburg
Hublersburg es un lugar designado por el censo ubicado en el condado de Centre en el estado estadounidense de Pensilvania. En el Censo de 2010 tenía una población de 104 habitantes y una densidad poblacional de 403,89 personas por km².

## Geografía
Hublersburg se encuentra ubicado en las coordenadas 40°57′44″N 77°36′26″O / 40.96222, -77.60722. Según la Oficina del Censo de los Estados Unidos, Hublersburg tiene una superficie total de 0.41 km², de la cual 0.41 km² corresponden a tierra firme y (0.0%) 0.0 km² es agua.

## Demografía
Según el censo de 2010, había 104 personas residiendo en Hublersburg. La densidad de población era de 403,89 hab./km². De los 104 habitantes, Hublersburg estaba compuesto por el 99.04% blancos, el 0.96% eran afroamericanos, el 0% eran amerindios, el 0% eran asiáticos, el 0% eran isleños del Pacífico, el 0% eran de otras razas y el 0% pertenecían a dos o más razas. Del total de la población el 0% eran hispanos o latinos de cualquier raza.